# Ботсвана на Паралимпийских играх
Ботсвана на Паралимпийских играх впервые приняла участие в 2004 году на летних Играх в Афинах, и с тех пор принимает участие на всех летних Играх (не участвовали в Играх 2012 года). На зимних Играх делегация Ботсваны не участвовала ни разу.
На настоящее время спортсмены Ботсваны завоевали на всех Играх в сумме 1 медаль, из них ни одной золотой.

## Медальный зачёт

### Медали летних Паралимпийских игр
| Игры                | Золото         | Серебро        | Бронза         | Всего          | Место          |
| ------------------- | -------------- | -------------- | -------------- | -------------- | -------------- |
| 2004 Афины          | 1              | 0              | 0              | 1              | 57             |
| 2008 Пекин          | 0              | 0              | 0              | 0              | —              |
| 2012 Лондон         | не участвовали | не участвовали | не участвовали | не участвовали | не участвовали |
| 2016 Рио-де-Жанейро | 0              | 0              | 0              | 0              | —              |
| 2020 Токио          | 0              | 0              | 0              | 0              | —              |
| Итого               | 1              | 0              | 0              | 1              |                |